# Biodiversidad Virtual

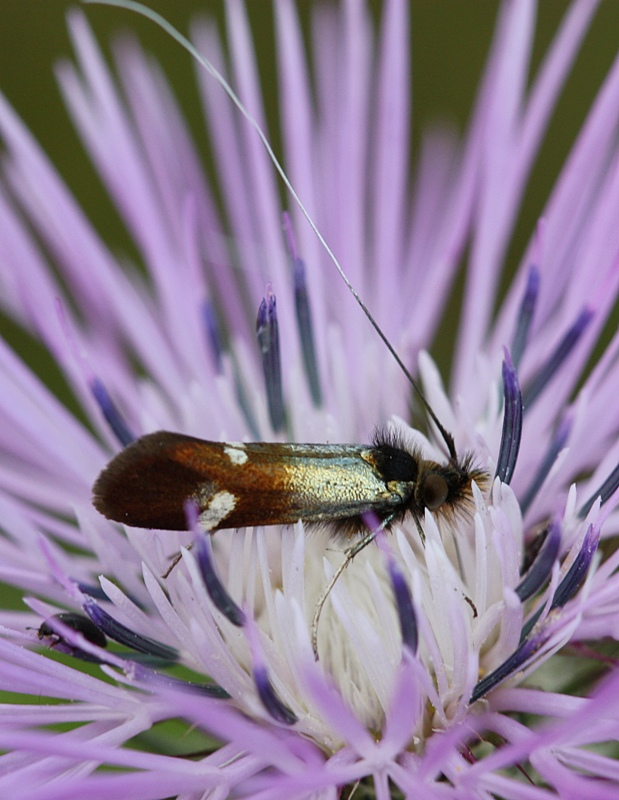
Imagen de Nemophora raddaella identificada y almacenada en BV fotografiada en las proximidades de San Jorge de Alor (Olivenza, España)

Biodiversidad Virtual (BV) es una web cooperativa gestionada por la asociación española Fotografía y Biodiversidad (FyB) en la que participan miles de usuarios de forma habitual, dedicada a la captación y almacenamiento de imágenes referenciadas geográficamente de elementos  y aspectos naturales (principalmente seres vivos) de grandes áreas terrestres, que están encaminadas a catalogar y describir la composición biológica y geológica de numerosos ecosistemas. En ella participan de forma altruista un nutrido grupo de expertos que identifican las fotografías de especies y procesos que suben los usuarios.
En BV existen en la actualidad más de un millón de imágenes almacenadas, aportadas por un total de 2.866 usuarios registrados localizadas principalmente en la península ibérica, aunque progresivamente se incorporan fotografías a nuevas bases de datos de todas las regiones biogeográficas terrestres.
Entre las funciones y objetivos de BV se encuentran fomentar el estudio de la naturaleza y sus procesos, crear una conciencia en toda la sociedad sobre la conservación y el conocimiento del entorno, realización de actividades educativas, científicas, divulgativas, etc., relacionadas con la naturaleza, colaborar con entidades con fines relacionados con los de BV, llevar a cabo un catálogo de imágenes para caracterizar geográficamente las comunidades de seres vivos y emprender estudios científicos sobre la ecología de un amplio espectro de biomas y sobre la taxonomía de los distintos grupos biológicos presentes en ellos, etc.

## Historia

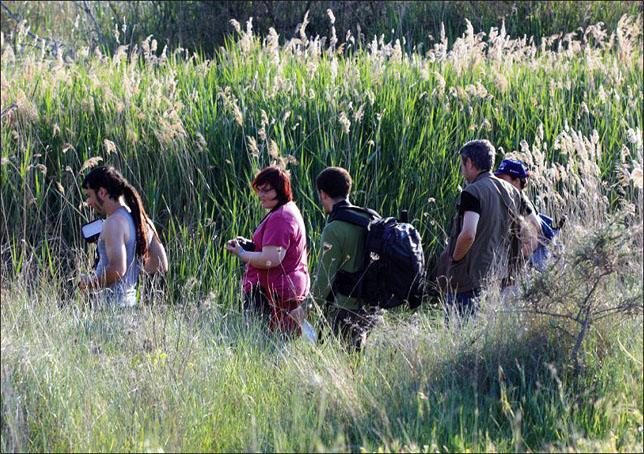
Fotografiando insectos en el Parque nacional de las Tablas de Daimiel (España) en el primer Testing de Biodiversidad realizado en el parque

El germen de BV fue la web Insectarium Virtual creada en 1995 por un grupo de colaboradores, que fue creciendo hasta incorporar en 2007 la segunda galería en importancia y antigüedad de BV, y que poco a poco incorporaron más galerías hasta convertirse en Biodiversidad Virtual, en 2008, con todos los bancos taxonómicos y proyectos que la conforman en la actualidad.
En 2010 se crea una asociación sin ánimo de lucro, de ámbito nacional, que se encargaría desde ese momento de gestionar todo lo relacionado con la administración, la gestión económica, la coordinación de voluntarios y colaboradores, etc., de la web BV.

## Galerías

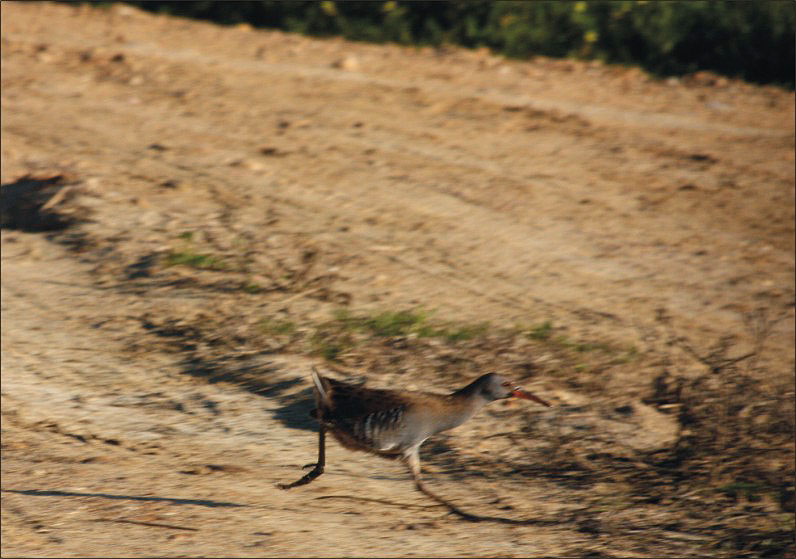
Rascón fotografiado en los arrozales de las Vegas Altas del Guadiana; la distribución de especies tan difíciles de detectar como ésta pueden cartografiarse con más facilidad a través de proyectos con una gran intensidad de muestreo como BV

BV se estructura en bases de datos almacenadas en los servidores de FyB que se muestran de cara al público en galerías de imágenes de los distintos grupos biológicos, geológicos, etc. Se distribuyen en carpetas de trabajo que esperan a ser identificadas y en bancos taxonómicos, con las fotografías ya ordenadas y agrupadas por especies y resto de jerarquías taxonómicas. A continuación se relacionan y describen las distintas galerías existentes en BV:
| Galería                | Carpetas de trabajo (imágenes) | Bancos taxonómicos (imágenes) |
| ---------------------- | ------------------------------ | ----------------------------- |
| Invertebrados          | 121549                         | 307199                        |
| Plantas                | 70978                          | 113093                        |
| Hongos                 | 1186                           | 46501                         |
| Líquenes               | 8138                           | 13231                         |
| Aves                   | 862                            | 29287                         |
| Mamíferos              | 939                            | 3854                          |
| Herpetos               | 147                            | 9382                          |
| Peces                  | 464                            | 1561                          |
| Geología               | 2187                           | 1896                          |
| Hábitats               | 663                            | 899                           |
| Impactos ambientales   | 0                              | 2351                          |
| Fenómenos atmosféricos | 2839                           | 2375                          |
| Etnografía             | 9                              | 16121                         |
| Microbiología          | 4                              | 912                           |

## Proyectos
En BV se desarrollan distintos proyectos encaminados a implementar los distintos campos y aspectos de BV o a incrementar y animar a la recopilación de imágenes o al estudio ecológico de determinados enclaves.

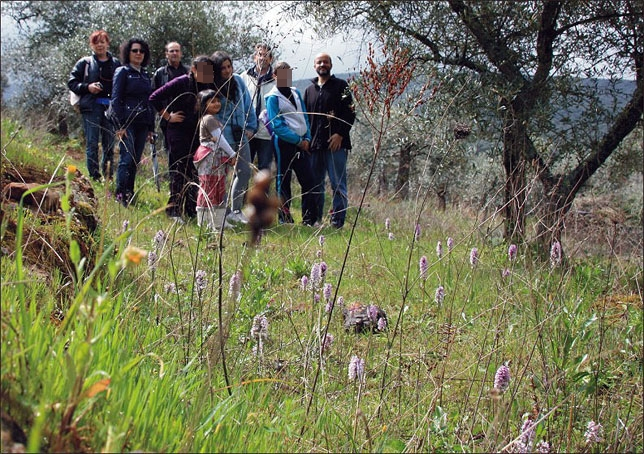
Asistentes al Testing Educativo Sierra de Alor 2011 entre las orquídeas de la sierra

- Testings de Biodiversidad: Reuniones y sesiones fotográficas a fin de catalogar y cartografiar distintos entornos desde todos los aspectos medioambientales que son tratados en BV.[3]
- Revista digital BV news: Edición de una revista divulgativa de la que se han editado digitalmente hasta el momento 7 números.
- Taxofoto: Edición digital de guías de identificación de los distintos grupos biológicos catalogados en BV; hasta la hora se han realizado 47 de Invertebrados, 6 de Vertebrados y 22 de Plantas.
- Videotaxo: Recopilación y almacenamiento de vídeos de especies y procesos. Hasta el momento hay recopilados en BV, 70 vídeos.
- Dicciotaxo: Glosario de términos utilizados en BV.
- Wanted: Peticiones de fotografías de determinadas especies consideradas raras en la península ibérica.
- Puntos BV: Colaboración a través de convenios entre BV y entidades en el territorio a fin de catalogar y describir las comunidades biológicas de sus entornos más próximos.[3]
- BV news Publicaciones Científicas: Revista digital con vocación científica editada por BV.

## Asociación Fotografía y Biodiversidad
La asociación Fotografía y Biodiversidad nace en 2010 con aproximadamente 300 socios, prácticamente los usuarios más habituales de BV, a fin de gestionar y administrar los recursos de esta web. Se idea desde los denominados socios fundadores, los que eran los coordinadores de las galerías de BV, esta entidad para gestionar y administrar los recursos de BV. En el año 2014 se celebra la cuarta asamblea ordinaria de socios, que cada año se realiza en un enclave distinto de la geografía española.